# Yawm aḍʿatu ẓillī
Yawm aḍʿatu ẓillī (in arabo يوم أضعت ظلي‎?, lett. "Il giorno che ho perso la mia ombra") è un film del 2018 scritto e diretto da Sudad Ka'dan, al suo esordio nel lungometraggio.

## Trama
2012. Sana è una giovane madre di un bambino di otto anni nella Siria della guerra civile che un giorno si assenta dal lavoro per andare alla ricerca di un posto dove comprare una bombola del gas con cui sopperire alle continue interruzioni di acqua e di corrente. Lungo il tragitto, incontra Jalal e sua sorella Reem, con cui decide di condividere un furgone per il viaggio. L'autista però fugge alla vista di un posto di blocco militare, e i tre passeggeri si trovano bloccati in un piccolo villaggio alla periferia di Damasco.

## Distribuzione
Il film è stato presentato in anteprima il 2 settembre 2018, nella sezione Orizzonti della 75ª Mostra internazionale d'arte cinematografica di Venezia.

## Riconoscimenti
- 2018 - Mostra internazionale d'arte cinematografica
  - Leone del futuro a  Sudad Ka'dan